# 亞洲路德宗神學院
亞洲路德宗神學院是一所設於香港基督新教路德宗神學院，由美國威斯康辛路德會（Wisconsin Evangelical Lutheran Synod）於2005年5月29日建立。

## 使命及目標
亞洲路德宗神學院的院訓為「基督為中心 ‧ 宣教為使命」（Christ-Centered, Mission-Minded），期望以律法和福音作為培訓的核心來訓練華人教會領袖。學校注重以聖經原文（即希伯來文或希臘文）為基礎的釋經研習，因此強調學生須學習基本的希伯來文和希臘文。學校亦期望學生能夠學以致用，在佈道與宣教上建立傳福音的熱情和技巧，以正確方法建立信徒，熟悉基督教歷史中的成就與困難，及在認信路德宗神學系統的前提下對聖經作出理解和在基督教信仰體系作出比較和應用。
學院除了認信大公信經（使徒信經、尼西亞信經、亞他那修信經）之外，亦認信路德宗的信仰宣言《協同書》及美國威斯康辛路德會的認信宣言《我們所信》。

## 課程
學位課程
- 基督教文憑
- 文學副學士(神學)
- 神學學士
- 文學碩士(宗教)
- 道學碩士

聖經語言課程
- 希臘文
- 希伯來文

## 外部連結
- 亞洲路德宗神學院 （页面存档备份，存于）